# What You Know
What You Know is een nummer van de Noord-Ierse indierockband Two Door Cinema Club uit 2011. Het is de vijfde en laatste single van hun debuutalbum Tourist History.
Volgens frontman Alex Trimble gaat het nummer het leven dat hij en de andere bandleden leiden nu ze in een band zitten. Ook zingt hij over een onzekere toekomst: "Het is zo wispelturig en je weet niet waar je bent over een paar jaar, maar toch geef je zoveel op om in deze positie te zijn", aldus Trimble. Trimble wilde dat het nummer de eerste single van het album zou worden, maar de platenmaatschappij vond het nummer niet goed genoeg en stribbelde tegen. Na vier singles van het album te hebben uitgebracht, kreeg Trimble de platenmaatschappij toch zover om het nummer op single uit te brengen. Trimble zei erover: "Het werd uiteindelijk onze grootste hit, dus ik voelde me voldaan". Dit terwijl het eigenlijk de op één na grootste hit werd voor de band, aangezien Something Good Can Work de 56e positie behaalde in het Verenigd Koninkrijk, en "What You Know" de 64e. In het Nederlandse taalgebied werden geen hitlijsten gehaald, maar wordt het nummer wel regelmatig gedraaid door alternatieve muziekzenders.